# Ободай, Энтони
Энтони Ободай (англ. Anthony Obodai; родился 6 августа 1982 года, Аккра) — ганский футболист, игравший на позиции полузащитника.

## Клубная карьера
Энтони Ободай начал свою футбольную карьеру в молодёжном составе ганского клуба «Аделаида», затем выступал в академии клуба «Либерти Профессионалс».
В 1999 году Ободай впервые приехал в Нидерланды и, по его собственным словам, здесь он впервые в жизни увидел снег. В 2001 году 19-летний полузащитник подписал контракт с амстердамским «Аяксом». Энтони стал играть за резервный состав клуба («Йонг Аякс»), проведя первую игру 7 сентября. В сезоне 2001/02 он принял участие в 15 матчах чемпионата Нидерландов среди резервных команд.
Летом 2002 года Энтони и его одноклубники Уолкер и Кваме Куанса перешли на правах аренды в бельгийский клуб «Жерминаль Беерсхот», с которым у «Аякса» были партнёрские отношения. В составе бельгийского клуба Энтони в чемпионате Бельгии сезона 2002/03 провёл 29 матчей и забил 2 мяча.
Вернувшись в «Аякс» Энтони дебютировал за клуб 23 ноября 2003 года в матче против «Херенвена», который завершился победой «Аякса» со счётом 3:2. Свой первый гол за амстердамцев Ободай забил в матче против «Виллема II», завершившимся крупной победой «Аякса» со счётом 5:2. Спустя несколько дней Ободай дебютировал в Лиге чемпионов против итальянского «Милана», но матч завершился для Энтони неудачно, его команда проиграла со счётом 1:0, а сам футболист получил серьёзную травму, которая не позволила ему сыграть в последнем матче группового этапа Лиги чемпионов против бельгийского «Брюгге». Основным игроком «Аякса» Энтони так и не стал, всего за два года Ободай провёл 32 матча и забил 2 гола.
В 2005 году Энтони перешёл в роттердамскую «Спарту». В своём первом сезоне за «Спарту» Ободай сыграл 28 матчей и забил 1 мяч. В сезоне 2006/07 Энтони отыграл за «Спарту» лишь первую часть сезона. В январе 2007 года Энтони дал интервью нидерландской газете «Algemeen Dagblad», в которой заявил: «Моя ситуация в клубе и в команде сейчас не слишком хорошая. Я буду признателен если меня отдадут в аренду или продадут в другой клуб». Спустя несколько дней «Спарта» договорилась о продаже Энтони клубу «Валвейк», с которым Ободай 31 января 2007 года подписал контракт до 2009 года.
В июле 2010 года подписал контракт с американским клубом «Хьюстон Динамо». В составе команды провёл 4 игры в MLS.

### «Магуса Тюрк Гюджю»
В январе 2012 года Энтони заключил контракт с клубом «Магуса Тюрк Гюджю» из города Фамагуста. В команде ганский полузащитник дебютировал 22 января в кубковом матче с «Ени Богазичи», а спустя семь дней провёл первую игру в чемпионате Северного Кипра. В апреле Ободай забил первые голы за клуб, отметившись дублем в ворота «Тюрк Оджагы Лимасол». За четыре месяца Энтони провёл за клуб 13 матчей, а его команда заняла второе место в чемпионате. Летом Энтони расторг контракт с клубом.

### «Финикс»
В феврале 2013 года Ободай подписал контракт с американским клубом «Финикс» из одноимённого города. Главный тренер Дэвид Робертсон сказал, что Энтони имеет огромный опыт игры в международном футболе и сможет принести пользу клубу. В USL Pro, третье по значимости футбольной лиги США, Энтони впервые сыграл 24 марта против «Лос-Анджелес Блюз», и первой же игре заработал удаление. Всего за сезон он провёл 24 матча и отметился одним голевым пасом. После того, как у «Финикса» в первом же сезоне возникли финансовые проблемы, Энтони покинул команду и подписал контракт с клубом «Питтсбург Риверхаундс».

### «Онге»
В январе 2015 года Энтони стал игроком шведского клуба «Онге», выступающего в четвёртом по уровню дивизионе страны. Дебютировал в чемпионате 11 апреля против команды «Боденс», а первый гол забил 24 июня в игре с ИФК Эстерсунд. Всего в дебютном сезоне провёл 25 встреч, забил три гола и сделал три голевые передачи.
Завершив карьеру, Ободай вернулся в Гану и сейчас работает тренером молодёжного клуба «Лос-Анджелес» из одноимённого пригорода Аккры.

## Карьера в сборной
В национальной сборной Ганы Энтони дебютировал в 2004 году и провёл за это время 4 матча. Ободай также выступал за юношескую сборную на чемпионате мира 1999 и молодёжную сборную Ганы на чемпионате мира 2001.

## Достижения
«Аякс»
- Чемпион Нидерландов: 2003/04

Юношеская сборная Ганы (до 17)
- Бронзовый призёр чемпионата мира 1999 года

Молодёжная сборная Ганы
- Серебряный призёр чемпионата мира 2001 года